# Temnostoma nigrimanus
Temnostoma nigrimanus är en tvåvingeart som beskrevs av Enrico Adelelmo Brunetti 1915. Temnostoma nigrimanus ingår i släktet tigerblomflugor, och familjen blomflugor. Inga underarter finns listade i Catalogue of Life.